# Willy Messerschmitt
Wilhelm Emil Messerschmitt (tudi Willy Messerschmitt), nemški letalski konstruktor in podjetnik, * 26. junij 1898, Frankfurt na Majni, † 15. september 1978, München, Nemčija.
Messerschmitt sodi med pionirje letalstva. Rodil se je kot sin trgovca z vinom, njegov očim pa je bil ameriški umetnik in profesor na Akademiji v Münchnu, Carl von Marr. Njegov najpomembnejši letalski model je Messerschmitt Bf 109, ki ga je leta 1934 izdelal v sodelovanju z Walterjem Rethlom. Bf 109 je postal najpomembnejše letalo v Luftwaffe, ko se je Nemčija pred 2. svetovno vojno ponovno začela oboroževati. Drugo Messerschmittovo letalo, imenovano Me 109R, kasneje pa predelano in poimenovano kot Messerschmitt Bf 209, je postavilo svetovni rekord v hitrosti letenja za letala s propelerjem. Messerschmittovo podjetje je izdelalo tudi prvo reaktivno bojno letalo, vendar ga ni skonstruiral Messerschmitt sam.